# Moanin'

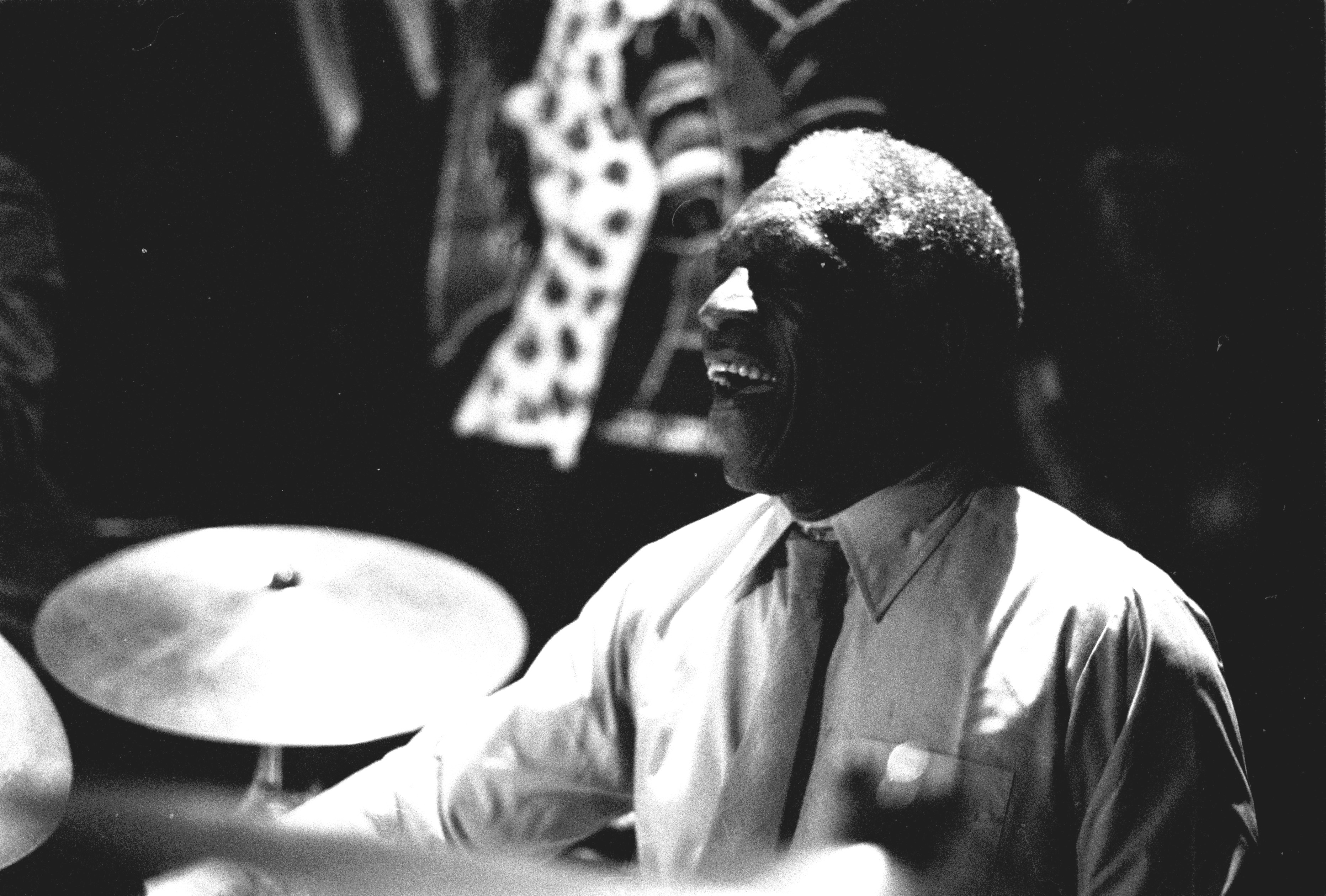
Imatge d'Art Blakey (1958).

Moanin' és un àlbum de jazz enregistrat per Art Blakey amb la seva formació Art Blakey & The Jazz Messengers. Es va enregistrar el 30 d'octubre del 1958 a New Jersey i va sortir al mercat aquell mateix any.

## Llista de cançons
1. Warm-up and Dialogue Between Lee and Rudy
2. Moanin'
3. Are You Real?
4. Along Came Betty
5. The Drum Thunder Suite
6. Blues March
7. Come Rain Or Come Shine

## Personal de l'enregistrament
- Lee Morgan, trompeta
- Benny Golson, saxo tenor
- Bobby Timmons, piano
- Jymie Merritt, contrabaix
- Art Blakey, bateria